# Al Kooper
Al Kooper, geboren als Alan Peter Kuperschmidt (New York, 5 februari 1944), is een Amerikaans muzikant, liedjesschrijver en muziekproducent. Hij heeft ook gebruikgemaakt van het pseudoniem Roosevelt Gook.

## Biografie
Hij werd geboren in Brooklyn en is de zoon van Sam en Natalie Kooper. In zijn jeugd luisterde hij naar en zong hij mee met de blues- en gospelplaten van zijn vader. Hij leerde zichzelf piano en gitaar spelen. In de jaren vijftig zong hij op straat met een doo-wopgroep en in 1959 sloot hij zich aan bij de rhythm-and-bluesband The Royal Teens. Begin jaren zestig begon hij met het schrijven van eigen muziek. Met Bob Brass en Irwin Levine schreef hij "This Diamond Ring", dat in 1965 een nummer één-hit werd voor Gary Lewis & the Playboys.
De bevriende muziekproducent Tom Wilson nodigde Kooper uit om een opnamesessie van folkzanger Bob Dylan bij te wonen. Op 16 juni 1965 improviseerde hij op een Hammondorgel een riff voor het invloedrijke rocknummer "Like a Rolling Stone". Hij begeleidde met onder anderen Mike Bloomfield Dylan tijdens diens controversiële optreden op het Newport Folk Festival en speelde ook op Blonde on Blonde uit 1966. Onder het pseudoniem Roosevelt Gook speelde Kooper piano op het Tom Rush-album Take a Little Walk with Me. Er deden toen geruchten de ronde dat het Dylan was die van deze schuilnaam gebruikmaakte, maar dit was niet het geval.
In de tweede helft van de jaren zestig maakte Kooper deel uit van de bluesrockgroep The Blues Project en hierna Blood, Sweat & Tears. Het debuutalbum van laatstgenoemde groep, getiteld Child Is Father to the Man, kreeg veel media-aandacht, maar bereikte slechts de 47ste plaats in de Amerikaanse hitlijst. Toen Columbia Records op hen aandrong muziek te maken die in commercieel opzicht succesvoller zou zijn, verliet Kooper de band. Hij werkte sindsdien bij Columbia Records en speelde als studiomuzikant met onder meer Jimi Hendrix, The Who en The Rolling Stones. Bloomfield en Kooper namen twee albums op: Super Session (1968; met Stephen Stills) en The Live Adventures of Mike Bloomfield en Al Kooper (1969). Met zijn eerste soloalbum, I Stand Alone, bereikte Kooper in 1968 de 54ste plaats in de Billboard 200. In deze periode wist hij een platenovereenkomst te sluiten met The Zombies, die vervolgens met het album Odessey and Oracle en de single "Time of the Season" succesvol werden.
In de jaren zeventig richtte Kooper het platenlabel Sounds of the South op en ontdekte hij de rockband Lynyrd Skynyrd. Hij produceerde hun eerste drie albums en de hitsingle "Sweet Home Alabama". Ook produceerde hij platen van onder anderen B.B. King en Nils Lofgren. In de jaren tachtig trad Kooper afwisselend op met Dylan, Joe Walsh en Tom Petty, maar was verder weinig actief in de muziekindustrie. In 1994 werd zijn album Rekooperation uitgebracht. Hij trad in de jaren negentig op met bandleden van The Blues Project en Blood, Sweat & Tears. Van 1997 tot 2000 doceerde hij aan het Berklee College of Music in Boston.
In 2008 werd Kooper opgenomen in de Musicians Hall of Fame.

## Studioalbums
- I Stand Alone (1969)
- You Never Know Who Your Friends Are (1969)
- Easy Does It (1970)
- New York City (You're a Woman) (1971)
- A Possible Projection of the Future/Childhood's End (1972)
- Naked Songs (1973)
- Act Like Nothing's Wrong (1977)
- Championship Wrestling (1982)
- Rekooperation (1994)
- Black Coffee (2005)
- White Chocolate (2008)

## Studiobijdragen (selectie)
Als studiomuzikant speelde Al Kooper onder andere mee op de volgende albums:
- Bob Dylan:

Highway 61 Revisited (1965)
Blonde on Blonde (1966)
Self Portrait (1970)
New Morning (1970)
Empire Burlesque (1985)
Knocked Out Loaded (1986)
Under the Red Sky (1990)
- The Who:

The Who Sell Out (1967)
Who's Next (1971)
- Blood, Sweat and Tears:

Child is Father to the Man (1968)
- Jimi Hendrix:

Electric Ladyland (1968)
- The Rolling Stones:

Let It Bleed (1969)
- Lynyrd Skynyrd:

Pronounced Leh-Nerd Skin-Nerd (1973)
Second Helping (1974)
- George Harrison:

Somewhere in England (1981)
- Ringo Starr:

Stop and Smell the Roses (1981)
- Roy Orbison:

Mystery Girl (1989)
- Neil Diamond:

Tennessee Moon (1996)